# Sutton upon Derwent
Pour les articles homonymes, voir Sutton et Derwent.
Sutton upon Derwent est une paroisse civile et un village du Yorkshire de l'Est, en Angleterre.